# Malayaïta
La malayaïta és un mineral de la classe dels silicats, que pertany al grup de la titanita. Rep el seu nom de la península de Malaca, a on es troba la seva localitat tipus.

## Característiques
La malayaïta és un silicat de fórmula química CaSn(SiO₄)O. Va ser aprovada com a espècie vàlida per l'Associació Mineralògica Internacional l'any 1964. Cristal·litza en el sistema monoclínic. La seva duresa a l'escala de Mohs oscil·la entre 3,5 i 4. És l'anàleg d'estany (Sn4+) de la titanita.
Segons la classificació de Nickel-Strunz, la malayaïta pertany a «09.AG: Estructures de nesosilicats (tetraedres aïllats) amb anions addicionals; cations en coordinació > [6] +- [6]» juntament amb els següents minerals: abswurmbachita, braunita, neltnerita, braunita-II, långbanita, titanita, vanadomalayaïta, natrotitanita, cerita-(Ce), cerita-(La), aluminocerita-(Ce), trimounsita-(Y), yftisita-(Y), sitinakita, kittatinnyita, natisita, paranatisita, törnebohmita-(Ce), törnebohmita-(La), kuliokita-(Y), chantalita, mozartita, vuagnatita, hatrurita, jasmundita, afwillita, bultfonteinita, zoltaiïta i tranquillityita.

## Formació i jaciments
Va ser descoberta a Sungei Lah, a Chenderiang, Balang Padang (Perak, Malàisia). Ha estat descrita en altres indrets d'arreu del planeta, tot i que els jaciments on s'hi pot trobar són escassos.